# آنا شيهان
آنا شيهان (بالإنجليزية: Anna Sheehan)‏ (6 سبتمبر 1979، ويسكونسن في الولايات المتحدة)؛ كاتِبة مُتخصِّصة في أدب الأطفال وروائية أمريكية.